# نیک گیتز
نیک گیتز (اسپانیایی: Nick Gates‎؛ زادهٔ ۱۰ مارس ۱۹۷۲) دوچرخه‌سوار اهل استرالیا است. وی در مسابقات جیرو دیتالیا و تور دو فرانس شرکت کرده‌است.